# Joguejacarta (região especial)

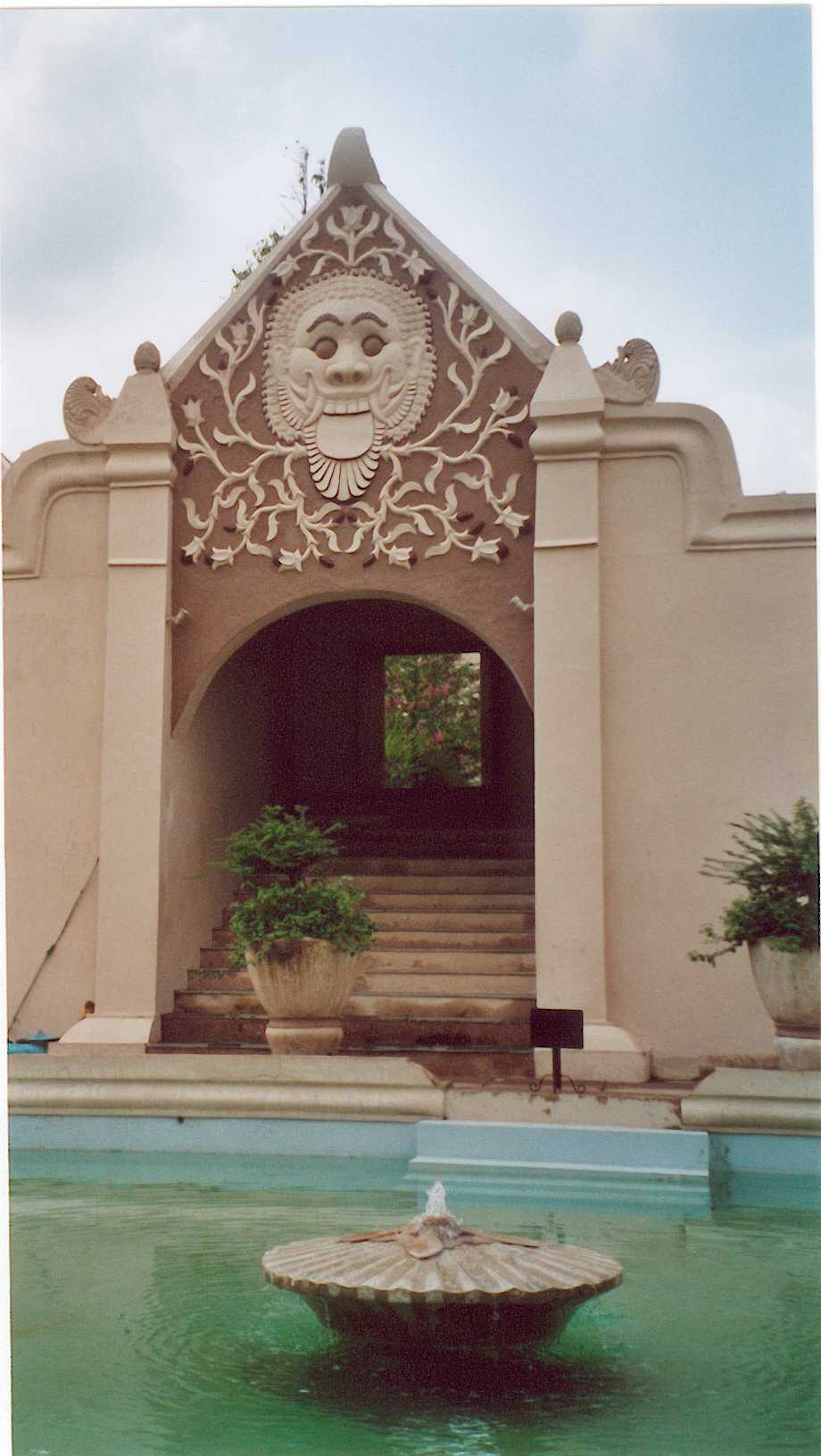
Palácio de água, em Joguejacarta

Joguejacarta, Jogjacarta ou Jojacarta é uma região especial da Indonésia (em indonésio, Daerah Istimewa Yogyakarta, ou DIY) e, como tal, a menor província daquele país, à exceção da capital Jacarta. Localizada na ilha de Java, trata-se da única província indonésia ainda governada formalmente por um sultanato pré-colonial.
Sua capital é a a cidade de Joguejacarta, com 433 539 habitantes (estimativa 2005).
Faz fronteira com o Oceano Índico ao sul, além de compartilhar todas as fronteiras terrestres com a província de Java Central. Co-governada pelo Sultanato de Yogyakarta e pelo Ducado de Pakualaman, a região é a única diarquia oficialmente reconhecida dentro do governo da Indonésia. A cidade de Yogyakarta é um popular destino turístico e centro cultural da região. O Sultanato de Yogyakarta foi estabelecido em 1755 e forneceu apoio inabalável para a independência da Indonésia durante a Revolução Nacional Indonésia (1945-1949). Como uma divisão de primeiro nível na Indonésia, Yogyakarta é governada pelo sultão Hamengkubuwono X como governador e pelo duque Paku Alam X como vice-governador. Com uma área terrestre de apenas 3 170,65 km2, é a segunda menor entidade de nível de província da Indonésia depois de Jacarta.

## História
O sultanato existiu de várias formas durante a pré-história e sobreviveu através do domínio dos holandeses e da invasão das Índias Orientais Holandesas em 1942 pelo Império Japonês. Em agosto de 1945, o primeiro presidente da Indonésia, Sukarno, proclamou a independência da República da Indonésia, e em setembro daquele ano, o sultão Hamengkubuwono IX e o duque Sri Paku Alam VIII enviaram cartas a Sukarno expressando seu apoio à nação recém-nascida da Indonésia, na qual reconheceram o sultanato de Yogyakarta como parte da República da Indonésia. O Sunanato de Surakarta fez o mesmo, e ambos os reinos javaneses receberam status especial como regiões especiais dentro da República da Indonésia. No entanto, devido a uma revolta anti-monarquista de esquerda em Surakarta, o Sunanate de Surakarta perdeu seu status administrativo especial em 1946 e foi absorvido pela província de Java Central.
O apoio esmagador de Yogyakarta e o patriotismo do sultão foram essenciais na luta indonésia pela independência durante a Revolução Nacional Indonésia (1945-1949). A cidade de Yogyakarta tornou-se a capital da República da Indonésia de janeiro de 1946 a dezembro de 1948, após a queda de Jacarta para os holandeses. Mais tarde, os holandeses também invadiram Yogyakarta, fazendo com que a capital da República da Indonésia fosse transferida novamente para Bukittinggi, em Sumatra Ocidental, em 19 de dezembro de 1948. Em troca do apoio de Yogyakarta, a declaração de Autoridade Especial sobre Yogyakarta foi concedida na íntegra em 1950 e Yogyakarta recebeu o status de Região Administrativa Especial, tornando Yogyakarta a única região chefiada por uma monarquia na Indonésia.

A Região Especial foi atingida por um terremoto de magnitude 6,3 em 27 de maio de 2006, matando 5 782 pessoas, ferindo aproximadamente 36 000 e deixando 600 000 pessoas desabrigadas. A região de Bantul sofreu mais danos e mortes.